# Найджел Еванс
Найджел Мартін Еванс (англ. Nigel Martin Evans; нар. 10 листопада 1957, Свонсі, Уельс) — британський політик, заступник спікера Палати громад з 2010 по 2013.
З 1992 року Найджел Еванс є членом парламенту.
Він є членом Консервативної партії Великої Британії.
Наприкінці 2010 року заявив, що є гомосексуалом. Політик пояснив, що «втомився жити у брехні».
У травні 2013 року став учасником скандалу, двоє чоловіків подали на нього заяву про зґвалтування і сексуальні домагання. Найджел все заперечував.
10 вересня 2013 Королівська прокурорська служба Великої Британії висунула Найджел Евансу звинувачення у злочинах сексуального характеру по восьми випадках. Після цього віце-спікер Палати громад британського парламенту оголосив про свою відставку.
У квітні 2014 політик був виправданий за всіма пунктами звинувачень.
Еванс підтримав Brexit на референдумі Європейського Союзу 2016 року. Є прихильником пропозиції зробити 23 червня державним святом у Сполученому Королівстві, яке буде відоме як День незалежності Великої Британії. Після парламентських дебатів на цю тему, оголошення уряду Великої Британії в жовтні 2016 року про те, щоб не продовжувати свято в даний час, він сказав, що це «ганьба, що уряд прийняв це рішення, це абсолютний пояс ідеї».
8 січня 2020 року він був обраний депутатами другим заступником голови комітету шляхів і засобів.